# Haaz Sleiman
Haaz Sleiman (Dubaj, 1976. július 1. –) libanoni színész.
Legismertebb alakítása Tarek 2007-ben A látogató című filmben. A Megölni Jézust című filmben is szerepelt.

## Fiatalkora
Dubajban született, és Bejrútban nőtt fel. Huszonegy éves korában költözött Amerikai Egyesült Államokba.

## Pályafutása
2006-ban szerepelt a Vészhelyzet című sorozatban, és ugyanabban az Company Town című sorozatban. A 2007-ben a 24 című sorozatban szerepelt. Még ugyanabban szerepelt A látogató című filmben. 2009-ben a Jackie nővér című sorozatban. 2011-ben a The Promise című sorozatban szerepelt.

## Magánélete
2017. augusztus 22-én egy Facebook-videón keresztül kijelentette, hogy meleg.

## Filmográfia

### Filmek
| Év   | Magyar cím              | Eredeti cím                  | Szerep              | Magyar hang    |
| ---- | ----------------------- | ---------------------------- | ------------------- | -------------- |
| 2004 |                         | The Ski Trip                 | Tyson               |                |
| 2006 | American Dreamz         | American Dreamz              | Mujeheddin kapitány |                |
| 2007 | A látogató              | The Visitor                  | Tarek               | Dolmány Attila |
| 2007 |                         | Futbaal: The Price of Dreams | Ace                 |                |
| 2008 |                         | AmericanEast                 | Slick Ali           |                |
| 2011 |                         | Dorfman in Love              | Cookie              |                |
| 2011 |                         | Ricochet                     | Robert Savich       |                |
| 2011 |                         | Meet Jane                    | Joseph Omari ügynök |                |
| 2012 | Highland Park           | Highland Park                | Ali Rasheed         | Pál Tamás      |
| 2015 | Azok a fiúk             | Those People                 | Tim                 |                |
| 2015 |                         | Ideal                        | fotós               |                |
| 2015 | Megölni Jézust          | Killing Jesus                | Jézus               | Varga Gábor    |
| 2016 |                         | Offer and Compromise         | Scott               |                |
| 2019 |                         | Love & Debt                  | Scott               |                |
| 2019 | 3022 – Életben maradtak | 3022                         | Thomas Dahan        |                |
| 2020 |                         | Breaking Fast                | Mo                  |                |
| 2021 | Örökkévalók             | Eternals                     | Ben                 | Varga Gábor    |

### Televíziós szerepek
| Év         | Magyar cím                         | Eredeti cím           | Szerep                      | Megjegyzések                         |
| ---------- | ---------------------------------- | --------------------- | --------------------------- | ------------------------------------ |
| 2006       | Vészhelyzet                        | ER                    | Hodgkins                    | 1 epizód                             |
| 2007       | 24                                 | 24                    | Heydar                      | 3 epizód                             |
| 2007       | NCIS                               | NCIS                  | Abdul Wahid                 | 1 epizód                             |
| 2007       | Veronica Mars                      | Veronica Mars         | Nasir Ben-Hafald            | 1 epizód                             |
| 2009       | Jackie nővér                       | Nurse Jackie          | Mohammed "Mo-Mo" de la Cruz | főszereplő magyar hangja Csőre Gábor |
| 2010–2011  | Nikita                             | Nikita                | Kasim Tariq                 | 1 epizód                             |
| 2011       |                                    | The Promise           | Omar Habash                 | minisorozat                          |
| 2011       | CSI: Miami helyszínelők            | CSI: Miami            | Marcel Largos               | 1 epizód                             |
| 2012       | A szépség és a szörnyeteg          | Beauty & the Beast    | Wolansky nyomozó            | 1 epizód                             |
| 2012, 2015 | Kettős ügynök                      | Covert Affairs        | Khalid Ansari               | 3 epizód                             |
| 2013       | Zsaruvér                           | Blue Bloods           | Teri Damiri                 | 1 epizód                             |
| 2013       | A férjem védelmében                | The Good Wife         | Zayeed Shaheed              | 1 epizód                             |
| 2014       | A célszemély                       | Person of Interest    | Omar Risha                  | 1 epizód                             |
| 2014       | Végzetes bizonyíték                | Reckless              | Tariq Al Zahrani            | 1 epizód                             |
| 2015       | Ügynöklista                        | Allegiance            | Scott Tolliver              | 2 epizód                             |
| 2015       | A játékos – Fogadás életre-halálra | The Player            | Farid                       | 1 epizód                             |
| 2016       |                                    | Of Kings and Prophets | Jonathan                    | főszereplő                           |
| 2017       | Az Állam                           | The State             | Dr. Rabia                   | 1 epizód                             |
| 2018       |                                    | Tommy in La La Land   | önmaga                      | 3 epizód                             |
| 2018       |                                    | Jack Ryan             | Ali                         | mellékszereplő                       |
| 2020       |                                    | Little America        | Rafiq                       | 1 epizód                             |